# Panorama XXL
Le Panorama XXL était un panorama exposé dans un bâtiment cylindrique construit à cet effet et qui proposait de voir des œuvres géantes et panoramiques de l'artiste Yadegar Asisi. Grâce à un mélange original de photographies numériques, de peintures et de dessins, l'artiste a redonné vie et modernisé les panoramas, genre artistique incontournable du XIXe siècle. Le visiteur est entouré de l'œuvre qu'il peut observer grâce à une tour centrale, lui donnant vraiment l'impression d'entrer dans l'œuvre. Le Panorama XXL se situait sur les quais de Rouen, en bord de Seine, face à l'avenue Pasteur et l'église Sainte-Madeleine.
Le Panorama ouvre en décembre 2014, sur le modèle du Panomètre de Leipzig.
Alors que le panorama devait chercher une nouvelle implantation à l'horizon 2021, la décision est finalement prise par la Métropole Rouen Normandie de cesser son fonctionnement en septembre 2021. Le bâtiment qui l'abritait est aujourd'hui détruit.

## Le projet
Il s'agit du seul panorama de cette ampleur construit en France.

## Le musée
Il occupe une rotonde à ossature métallique bardée d'un camaïeu de bleu, de 35 mètres de hauteur pour 34 mètres de diamètre. Au cœur se trouve une structure bétonnée dotée de trois plateformes d’observation. Le Panorama XXL incorpore les anciens locaux du H2O, espace consacré aux sciences. Située sur le quai de Boisguilbert, cette rotonde s'inscrit au débouché de l'avenue Pasteur, dont le réaménagement a été voulu comme une perspective « néo-classique » sur la Seine à partir de l'église de la Madeleine.

## Expositions
- Rome 312 (du 20 décembre 2014 au 20 septembre 2015).
- Amazonia (du 26 septembre 2015 au 20 mai 2016).
- Rouen 1431, à l'époque de Jeanne d'Arc (du 28 mai 2016 au 10 septembre 2017).
- Grande Barrière de corail (du 16 septembre 2017 au 27 mai 2018).
- Rouen 1431, à l'époque de Jeanne d'Arc (du 1er juin 2018 au 30 septembre 2018).
- Rome 312 (du 5 octobre 2018 au 27 janvier 2019).
- Amazonia (du 1er février 2019 au 26 mai 2019).
- Titanic, les promesses de la modernité (de septembre 2019 à mai 2020).
- La Cathédrale de Monet, l'espoir de la modernité (de mai 2020 à septembre 2021).

### Rome 312
1er panorama exposé, il représente la victoire de l'empereur Constantin sur son rival Maxence à Rome en 312.
Le panorama a accueilli 100 000 visiteurs.

### Amazonia
Amazonia est une évocation de la forêt amazonienne avec sa faune et sa flore luxuriante.
Plus de 100 000 visiteurs sont venus découvrir l'œuvre.

### Rouen 1431, à l'époque de Jeanne d'Arc
Avec « Rouen 1431 », Yadegar Asisi dépeint Rouen en 1431, depuis le sommet de la cathédrale, la tour de Beurre. De ce point de vue imprenable, chaque visiteur peut embrasser du regard l’ensemble de la ville et découvrir l’ambiance qui y régnait il y a 6 siècles, alors que Jeanne d’Arc y vivait ses derniers instants. Cinq scènes majeures de la vie de Jeanne d'Arc à Rouen sont représentées : son arrivée à Rouen sur la colline derrière la tour Saint-Romain, l'abjuration dans le cimetière de Saint-Ouen, sur le chemin du bûcher, le bûcher place du Vieux-Marché, la jetée des cendres depuis le pont Mathilde.
Asisi représente la ville « aux cent clochers », selon la formule de Victor Hugo, au cours de la période qui marque le commencement des temps modernes. Si cette époque est souvent perçue par le grand public comme un âge de ténèbres et d’obscurantisme, elle est ici dépeinte de façon lumineuse. Le Panorama montre la vie animée de Rouen, avec ses églises, ses maisons à pans de bois, ses cours intérieures et son pont sur la Seine. On peut également apercevoir l’arrière-pays et la campagne normande parsemée de fermes. Rouen est ici présentée à une époque où sa vie sociale et commerciale était très diversifiée et structurée. Les différentes corporations de pêcheurs, tisserands, selliers, tailleurs, tanneurs, charpentiers, meuniers ou fourreurs en sont un parfait exemple. Les lieux emblématiques ou disparus sont immortalisés dans le panorama : la place du Vieux-Marché, le château ducal, l’abbaye bénédictine de Saint-Ouen et les nombreuses maisons à pans de bois de la cité. Il conjugue à la fois le réalisme historique et la fiction comme le font de nombreuses œuvres artistiques.

#### Vivre la tragédie de Jeanne d'Arc
Asisi traite dans son panorama d’un événement historique majeur : la guerre de Cent Ans, qui oppose le royaume d'Angleterre au royaume de France aux XIVe et XVe siècles. En reprenant, avec ses troupes, l'avantage sur les Anglais et les Bourguignons, qui dominaient une partie de la France au XVe siècle, Jeanne d'Arc s'illustre à tout jamais dans l'Histoire. Mais elle fut capturée par le parti bourguignon, puis livrée aux Anglais, elle périt sur le bûcher à Rouen en mai 1431. Le Panorama de Yadegar Asisi, qui reproduit plusieurs scènes de cet épisode de l'Histoire, permet au public d’en revivre l'intensité.

#### Un travail de 3 ans
Pour créer le Panorama, l’artiste a effectué de nombreuses recherches auprès d’éminents historiens et archéologues spécialistes de Rouen afin d’imaginer la ville à l’époque de Jeanne d’Arc. Des photographies sont également réalisées avec des amateurs de reconstitution historique du Moyen Âge en costumes d’époque pour être utilisées dans l’œuvre. Plus de 50 000 photographies, dessins et peintures réalisés, sélectionnés et retravaillés pour ensuite être intégrés dans l’œuvre. En accordant une attention toute particulière aux détails scéniques, historiques, architecturaux et topographiques, Asisi réalise ses œuvres sur ordinateur, et travaille ses images à partir de ses travaux préparatoires et de ceux de son équipe, qui comprend environ 15 assistants. Les images ainsi créées sont ensuite imprimées sur des lés de tissu de 3 mètres sur 32, puis ajustées et positionnées dans les rotondes. À l’apogée de ce processus créatif, au moment du vernissage sur les lieux où l’œuvre va être exposée, Yadegar Asisi apporte, pinceaux et peinture en main, une dernière touche à ses panoramas géants. Pendant ce temps, le système sonore et l’éclairage sont installés et les différentes séquences de jour et de nuit sont réglées jusqu’à obtenir l’atmosphère désirée.
Toutes les musiques de Yadegar Asisi ont été composées et produites par Eric Babak.

#### Incohérences chronologiques et historiques
Ce panorama est censé représenter la ville de Rouen à l'époque de Jeanne d'Arc, durant l'occupation anglaise (1419-1449). La difficulté pour se figurer Rouen à cette époque est l'absence de représentation picturale et de description précise de la ville. De plus, les bâtiments majeurs ont presque tous connu des transformations à la fin du XVe siècle.
Cette œuvre artistique s'appuie pourtant sur les travaux d'une commission de spécialistes de l'histoire de Rouen, constituée autour de Nathalie Roy, ancienne directrice du musée départemental des antiquités de la ville et de Guy Pessiot. Toutefois, des incohérences persistent dans l'œuvre.
- La tour de Beurre de la cathédrale de Rouen n'est construite qu'au XVIe siècle
- Les travaux de surélévation de la tour Saint-Romain sont réalisés par Guillaume Pontifs de 1468 à 1478.
- La tour Jeanne-d'Arc, donjon du château de Philippe Auguste, est représentée telle que nous pouvons la voir aujourd'hui avec son toit en poivrière et son hourd et ne respecte pas la représentation faite à la Renaissance pour le Livre des fontaines de Jacques Le Lieur, avec un couronnement de créneau et la présence d'une ceinture constituée de murailles et de tours parmi lesquelles se trouvait la tour de la Pucelle, où a été enfermée Jeanne d'Arc. La ceinture de la ville venait s'appuyer sur le château. À la place de la tour du Donjon, mal placée, se trouvait la tour Alvarède du castrum romain, à l'angle des rues des Fossés-Louis-VIII et de la Poterne ;
- Le prieuré Saint-Michel et l'abbaye de la Trinité du Mont, détruite en 1597, sur la colline Sainte-Catherine sont absents. L'abbaye est indiquée au pied de la colline.
- L'ancienne église Saint-Paul n'est pas représentée.
- La Vierge de Quesnel, statue dorée sur la toiture de la chapelle de la Vierge de la cathédrale est représentée alors qu'il s'agit d'une réalisation de 1541. Sa base porte les armoiries des Amboise, alors que Georges d'Amboise ne devient archevêque de Rouen qu'en 1494.
- L'abbatiale Saint-Ouen voit sa nef passer d'une à cinq travées pour arriver au portail des Ciriers, sous l'abbatiat de Guillaume d'Estouteville (1462-1483). Un anachronisme est aussi dû à la présence de tôles sur la toiture.
- Les maisons à pan de bois devraient être de couleurs grise ou colorées, comme on peut en voir certaines aujourd'hui, mais pas teintées en marron sombre et blanc comme on peut aussi souvent le voir aujourd'hui.

### Grande Barrière de corail
Ce panorama est une évocation de la grande barrière de corail, plus grand récif corallien du monde avec sa faune et sa flore luxuriante.

### Activités
Les visiteurs peuvent découvrir librement le panorama ou choisir une activité adultes ou enfants pour approfondir leur découverte : visites guidées, ateliers, visite contée mini-explorateur (3-6 ans), événements.

## Publications
- Yadegar Asisi, Rouen 1431 Yadegar Asisi 360° Panorama, Asisi édition  (ISBN 978-3-945305-06-5).
- Les panoramas de Yadegar Asisi, Connaissance des arts, Hors-série  (ISBN 9782758006954).